# 柴﨑貴行
柴﨑 貴行（しばざき たかゆき、1978年8月6日 - ）は、日本のテレビドラマ・映画の監督。東映の特撮テレビドラマを主に手がける。千葉県出身。

## 来歴
『燃えろ!!ロボコン』の撮影現場に助監督として参加した。翌年、仮面ライダーシリーズ『仮面ライダークウガ』より本格的に助監督として参加。鈴村展弘の推薦により、『仮面ライダー555』第31話より鈴村の後継としてチーフ助監督に昇格し、その傍らスーパーヒーロータイムのジャンクションやてれびくんオリジナルビデオなどの演出も一手に手掛けた。
28歳のとき、『仮面ライダーカブト』第43・44話にて本編の監督としてデビュー。2009年の『仮面ライダーディケイド』の中途より助監督から監督に昇進、6本のエピソードとネットムービーの演出を手掛け、ローテーション監督の一員となった。平成仮面ライダーシリーズ以外にも『侍戦隊シンケンジャー』に監督として参加するなど活躍の幅を広げ、2010年には『仮面ライダー×仮面ライダー×仮面ライダー THE MOVIE 超・電王トリロジー』に映画監督としてデビューした。2011年8月には劇場版監督第2作目となる『劇場版 仮面ライダーオーズ WONDERFUL 将軍と21のコアメダル』を担当。2014年の『仮面ライダードライブ』では、放送期間中に制作・公開された劇場版3作品を全て担当した。
2012年2月からはスーパー戦隊シリーズ36作品目の『特命戦隊ゴーバスターズ』にて、初のパイロット監督を担当。2016年の『動物戦隊ジュウオウジャー』と2017年の『宇宙戦隊キュウレンジャー』では2年連続パイロット監督を務め、初めてスーパー戦隊シリーズに連続で参加した。
2020年9月放送開始の『仮面ライダーセイバー』にて、『仮面ライダーシリーズ』では初のパイロット監督を務め、2021年9月放送開始の『仮面ライダーリバイス』にて、『セイバー』に続いてパイロット監督を務める。

## エピソード
- 幼少期は、両親が共働きであったためテレビっ子であったといい、特撮番組や洋画などをよく観ていた[2]。中高生時代は芝居に興味を持ち、ビデオカメラを購入したり専門誌を愛読するなどし、演技や作品を作り上げることに嗜好を深めていった[2]。『ロボコン』で特撮の現場に参加したのはたまたまであったが、一般ドラマよりも芝居やアクション・特撮なども面白さや難しさに魅力を感じたという[2]。
- 『仮面ライダークウガ』から『仮面ライダーゴースト』までの平成仮面ライダーシリーズに演出部として全作品に参加した。戦隊シリーズへ参加する際は新しい要素を入れていくことを意識している[1]。『獣電戦隊キョウリュウジャー』へのオファーを受けた際は、プロデューサーの大森敬仁に「仮面ライダーみたいな感じにしかできない」と述べている[5]。ただし『仮面ライダーエグゼイド』には不参加のため皆勤記録は途絶えることになった。
- チーフ助監督を務めた『仮面ライダー響鬼』内で仮面ライダー裁鬼の履歴書の顔写真として登場している[6]。また2013年4月放送の『非公認戦隊アキバレンジャーシーズン痛』第4話に牧師風の男（スマホモンガー人間態）としてゲスト出演。その回の監督は柴﨑の先輩で師匠筋の鈴村展弘。
- 師事していた長石多可男は常に撮影現場で「子供が見るものだから子供に分かりやすく」と口癖のように言っていたという。柴﨑は長石のポリシーに影響されて、自身が 『仮面ライダー×仮面ライダー×仮面ライダー THE MOVIE 超・電王トリロジー EPISODE YELLOW お宝DEエンド・パイレーツ』で映画監督デビューする際に、「子供に向けて作る」ことをより強く意識して制作にあたったという。
- 『超・電王トリロジー』で監督デビューした際、東映の白倉伸一郎は柴﨑について「いつのまにか売れっ子監督になってしまいましたね」とかつて評した。
- 『ゴーバスターズ』のメインスタッフは、東映プロデューサーの武部直美が担当した『仮面ライダーオーズ/OOO』から引き続いて参加しており、柴﨑もその一人であった[7]。武部は、柴﨑について『オーズ/OOO』での演出時の理解力を評価している[7]。
- 『獣電戦隊キョウリュウジャー』に出演していた丸山敦史は、芝居を重点的に扱っていると評している[8]。
- 『キュウレンジャー』プロデューサーの望月卓は、起用の理由について変革の作品であった『ゴーバスターズ』と王道の作品であった『ジュウオウジャー』の両方を手がけていることから、そのハイブリッドとすることを求めたとしている[3]。柴﨑自身は、『ジュウオウジャー』終了後に仮面ライダーシリーズへ戻ることを考えていたが、共に多くの作品を手がけた望月が初チーフプロデューサーとなることからオファーを受けた[3][注釈 1]。結果として『ジュウオウジャー』の最終ローテーションには参加できなかったが、同作プロデューサーの宇都宮孝明からも望月の助けとなるよう後押しを受けたという[3]。

## 作品

### テレビドラマ
- 仮面ライダーシリーズ
  - 仮面ライダーカブト（2006年 - 2007年）[注釈 2]
  - 仮面ライダー電王（2007年 - 2008年）
  - 仮面ライダーディケイド（2009年）
  - 仮面ライダーW（2009年 - 2010年）
  - 仮面ライダーオーズ/OOO（2010年 - 2011年）
  - 仮面ライダーフォーゼ（2011年 - 2012年）
  - 仮面ライダーウィザード（2012年 - 2013年）
  - 仮面ライダー鎧武/ガイム（2013年 - 2014年）
  - 仮面ライダードライブ（2014年 - 2015年）
  - 仮面ライダーゴースト（2015年 - 2016年）
  - 仮面ライダービルド（2017年 - 2018年）
  - 仮面ライダージオウ（2018年 - 2019年）
  - 仮面ライダーゼロワン（2019年 - 2020年）
  - 仮面ライダーセイバー（2020年 - 2021年）[注釈 3]
  - 仮面ライダーリバイス（2021年 - 2022年）[注釈 3][9]
  - 仮面ライダーギーツ（2022年 - 2023年）[10]
  - 仮面ライダーガッチャード（2023年 - 2024年）[11]
  - 仮面ライダーガヴ（2024年）[12]
- スーパー戦隊シリーズ
  - 侍戦隊シンケンジャー（2009年 - 2010年）
  - 特命戦隊ゴーバスターズ（2012年 - 2013年）[注釈 3]
  - 獣電戦隊キョウリュウジャー（2013年 - 2014年）
  - 動物戦隊ジュウオウジャー（2016年 - 2017年）[注釈 3]
  - 宇宙戦隊キュウレンジャー（2017年 -2018年）[注釈 3]

### バラエティ
- 日曜もアメトーーク!『仮面ライダー芸人2』（2016年11月27日放送）

### 映画
- 仮面ライダーシリーズ（東映）
  - モモタロスのなつやすみ（2007年）
  - モモタロスのキバっていくぜ!（2008年）
  - モモタロスのまっかっか城の王（2008年）
  - イマジンあにめ モモタロスよ永遠に－イマジン終着駅－/劇場版（2008年）
  - 仮面ライダー×仮面ライダー×仮面ライダー THE MOVIE 超・電王トリロジー（2010年）オープニング演出
    - EPISODE RED ゼロのスタートウィンクル
    - EPISODE BLUE 派遣イマジンはNEWトラル
    - EPISODE YELLOW お宝DEエンド・パイレーツ - 監督、アニメ演出

  - 劇場版 仮面ライダーオーズ WONDERFUL 将軍と21のコアメダル（2011年）
  - 仮面ライダー×仮面ライダー ドライブ&鎧武 MOVIE大戦フルスロットル（2014年）
  - 劇場版 仮面ライダードライブ サプライズ・フューチャー（2015年）
  - 劇場短編 仮面ライダーセイバー 不死鳥の剣士と破滅の本（2020年）
  - 劇場版 仮面ライダーリバイス（2021年）
  - 仮面ライダー ビヨンド・ジェネレーションズ（2021年）[13]
  - 仮面ライダーギーツ×リバイス　MOVIEバトルロワイヤル（2022年）
- スーパー戦隊シリーズ（東映）
  - 特命戦隊ゴーバスターズ THE MOVIE 東京エネタワーを守れ!（2012年）
  - 特命戦隊ゴーバスターズVS海賊戦隊ゴーカイジャー THE MOVIE（2013年）
  - 劇場版 動物戦隊ジュウオウジャー ドキドキサーカスパニック!（2016年）
  - 宇宙戦隊キュウレンジャー THE MOVIE ゲース・インダベーの逆襲 （2017年）
- スーパーヒーロー大戦シリーズ（東映）
  - 平成ライダー対昭和ライダー 仮面ライダー大戦 feat.スーパー戦隊（2014年）
  - スーパーヒーロー大戦GP 仮面ライダー3号（2015年）
- セイバー+ゼンカイジャー スーパーヒーロー戦記（2021年）[注釈 4]
- 死神遣いの事件帖（2020年）
  - 死神遣いの事件帖 -月花奇譚-（2022年）

### ネット配信
- ネット版仮面ライダー裏キバ 魔界城の女王（2008年、東映）
- ネット版 仮面ライダーディケイド オールライダー超スピンオフ（2009年、東映）
- ネット版 仮面ライダーディケイド オールライダー対しにがみ博士（2009年、東映）
- ネット版 オーズ・電王・オールライダー レッツゴー仮面ライダー 〜ガチで探せ! 君だけのライダー48〜（2011年、東映）
- 仮面ライダージオウ スピンオフ RIDER TIME（2019年3月配信、東映）
  - 仮面ライダージオウ スピンオフ PART1『RIDER TIME 仮面ライダーシノビ』（東映特撮ファンクラブ)[14]
  - 仮面ライダージオウ スピンオフ PART2『RIDER TIME 仮面ライダー龍騎』（ビデオパス)[15]
- 仮面ライダーゲンムズ スマートブレインと1000％のクライシス（2022年4月配信、東映）
- 仮面ライダーアウトサイダーズ（2022年10月配信、東映）
- 仮面ライダーガッチャードVS仮面ライダーレジェンド（2023年11月5日配信、東映）

### オリジナルビデオ
- 仮面ライダー剣 てれびくんオリジナルビデオ（2004年）
- 仮面ライダー響鬼 てれびくんオリジナルビデオ（2005年）
- 仮面ライダーカブト てれびくんオリジナルビデオ（2006年）
- 仮面ライダー電王 てれびくんオリジナルビデオ（2007年）
- 仮面ライダー電王 コレクションDVD「イマジンあにめ」（2008年）※アニメーション
- 仮面ライダーキバ アドベンチャーバトルDVD〜キミもキバになろう〜（2008年）
- 仮面ライダーディケイド 超アドベンチャーDVD（2009年）
- 帰ってきた侍戦隊シンケンジャー 特別幕（2010年）